# Bernd Breitenbruch
Bernd Breitenbruch (* 6. Januar 1937 in Ludwigshafen am Rhein) ist ein deutscher Bibliothekar und Buchwissenschaftler. Bis 1997 war er Leiter der Wissenschaftlichen Abteilung der Stadtbibliothek Ulm.

## Leben und Wirken
Bernd Breitenbruch studierte nach seiner 1956 am Gymnasium in Bad Dürkheim abgelegten Reifeprüfung Germanistik, Geschichte, Philosophie und Anglistik an den Universitäten Heidelberg, Mainz, Wien und Saarbrücken. Nach dem 1961 erfolgten Staatsexamen für den höheren Schuldienst an der Universität Saarbrücken arbeitete er seit dem Wintersemester 1961/61 als wissenschaftliche Hilfskraft am Deutschen Seminar der Universität Frankfurt/M. und promovierte dort 1964 im Fach Germanistik bei Paul Stöcklein mit einer Arbeit über Franz Grillparzer. Im gleichen Jahr trat er als Bibliotheksreferendar an der Badischen Landesbibliothek in Karlsruhe in die Ausbildung für den höheren Bibliotheksdienst ein und legte die Fachprüfung hierfür 1966 am Bibliothekar-Lehrinstitut des Landes Nordrhein-Westfalen ab. Von 1966 bis 1969 war er als wissenschaftlicher Bibliothekar an der Badischen Landesbibliothek tätig, dann wechselte er an die Universitätsbibliothek Regensburg. Von 1976 bis 1997 arbeitete er an der Stadtbibliothek Ulm und leitete dort die Wissenschaftliche Abteilung dieser Bibliothek.
Seine zahlreichen wissenschaftlichen Veröffentlichungen beinhalten nicht nur Kataloge und andere Arbeiten zum reichen historischen Altbestand der Stadtbibliothek Ulm. Hinzu kommen Arbeiten zur Stadt- und Bibliotheksgeschichte Ulms sowie mehrere Ausstellungskataloge. Besonders hervorzuheben ist seine Edition des Briefwechsels von Christian Friedrich Daniel Schubart.

## Veröffentlichungen (Auswahl)
- Ethik und Ethos bei Grillparzer. Denkerische Bemühung und dramatische Gestaltung (= Quellen und Forschungen zur Sprach- und Kulturgeschichte der germanischen Völker, N.F., Bd. 18). De Gruyter, Berlin 1965 (Dissertation Universität Frankfurt/M.).
- Der Karlsruher Buchhändler Christian Gottlieb Schmieder und der Nachdruck in Südwestdeutschland im letzten Viertel des 18. Jahrhunderts. In: Börsenblatt für den deutschen Buchhandel/Archiv für die Geschichte des Buchwesens, Bd. 62 (1967), S. 3002–3046.
- Predigt, Traktat und Flugschrift im Dienste der Ulmer Reformation (= Veröffentlichungen der Stadtbibliothek Ulm, Bd. 1). Konrad, Weißenhorn 1981, ISBN 3-87437-180-8.
- Gottfried Keller in Selbstzeugnissen und Bilddokumenten. 55.–57. Tsd. CRowohlt, Reinbek b. Hamburg 1987.
- Die Inkunabeln der Stadtbibliothek Ulm. Besitzgeschichte und Katalog (= Veröffentlichungen der Stadtbibliothek Ulm Bd. 8). Konrad, Weißenhorn 1987, ISBN 3-87437-263-4.
- Christian Friedrich Daniel Schubart bis zu seiner Gefangensetzung 1777 (= Veröffentlichungen der Stadtbibliothek Ulm, Bd. 9). Konrad, Weißenhorn 1989, ISBN 3-87437-280-4.
- Ulmer Privatbibliotheken vom 17. bis zum frühen 19. Jahrhundert. Festvortrag. Gesellschaft der Bibliophilen, München 1991.
- Tübinger Buchhändlereinbände aus den letzten beiden Jahrzehnten des 15. Jahrhunderts? In: Archiv für Geschichte des Buchwesens, Bd. 37 (1992), S. 285–294.
- Schule, Studium und Wissenschaft in der ehemaligen Benediktinerabtei Wiblingen. In: Studien und Mitteilungen zur Geschichte des Benediktinerordens, Bd. 106 (1995), S. 175–199.
- Städtische Bibliotheken in Ulm. Ihre Geschichte bis zur Zusammenlegung im Jahre 1968 (= Veröffentlichungen der Stadtbibliothek Ulm, Bd. 19). Konrad, Weißenhorn 1996, ISBN 3-87437-377-0.
- Johann Martin Miller 1750–1814. Liederdichter des Göttinger Hain, Romancier, Prediger am Ulmer Münster (= Veröffentlichungen der Stadtbibliothek Ulm, Bd. 20). Konrad, Weißenhorn 2000, ISBN 3-87437-448-3.
- Bibliotheken in der Stadt. Private und kommunale Bücherschätze. In: Ulrich Gaier u. a. (Hrsg.): Schwabenspiegel. Literatur vom Neckar bis zum Bodensee 1000-1800. Bd. 2: Aufsätze. Oberschwäbische Elektrizitätswerke, Ulm 2003, S. 393–404, ISBN 3-937184-01-5.
- Johann Martin Miller. "unser bester Liederdichter". In: ebd., S. 487–492.
- Von "Seelen-Harpffen" und "Pfarr-Postillen". Gebetbücher – Liederbücher – Predigten. In: ebd., S. 679–690.
- (Hrsg.): Christian Friedrich Daniel Schubart / Briefwechsel. Kommentierte Gesamtausgabe in drei Bänden (= Bibliotheca Suevica, Bd. 20). Isele, Konstanz 2006, ISBN 3-86142-387-1.
- Johann Martin Millers Romane und ihre Nachdrucke. Mit Beiträgen zu den Reutlinger und Tübinger Nachdrucken. In: Jahrbuch des Freien Deutschen Hochstifts, Jg. 2013/2014, S. 83–145.
- Gesangbuch und geistliches Lied in Ulm bis zum Ende der Reichsstadtzeit. In: Ulm und Oberschwaben, Bd. 59 (2015), S. 110–156.
- Humanistische Literatur in Ulmer Bibliotheken. In: Pirckheimer-Jahrbuch für Renaissance- und Humanismusforschung, Bd. 29 (2015), S. 75–97.
- Catalogus et inuentarium librorum omnium qui inuenti sunt Vlmae in bibliotheca summi et parochialis templi, Anno .1549. Edition und Bestandsanalyse (= Veröffentlichungen der Stadtbibliothek Ulm, Bd. 26). Stadtbibliothek Ulm 2018, ISBN 978-3-946561-00-2.
- Fabri, das Ulmer Dominikanerkloster und der Buchdruck. In: Folker Reichert/Alexander Rosenstock (Hrsg.): Die Welt des Frater Felix Fabri (= Veröffentlichungen der Stadtbibliothek Ulm, Bd. 25). Konrad, Weißenhorn 2018, S. 89–112, ISBN 978-3-87437-583-2.
- Der Streit in Ulm ums Abendmahl bis 1531. In: Ulm und Oberschwaben, Bd. 63 (2023), S. 121–178.